# 孔策沃站 (阿爾巴特-波克羅夫卡線和菲利線)
昆采沃站（或譯孔策沃站，羅馬化：Kuntsevskaya）是俄羅斯莫斯科地鐵的一個車站，位於俄羅斯莫斯科西行政區。昆采沃站是阿爾巴特－波克羅夫卡線和菲利線的跨月台轉車站。昆采沃站開通於1965年8月31日，在2008年1月7日進行了重建。本站可换乘大環線的昆采沃站。